# Scoglietto di Portoferraio

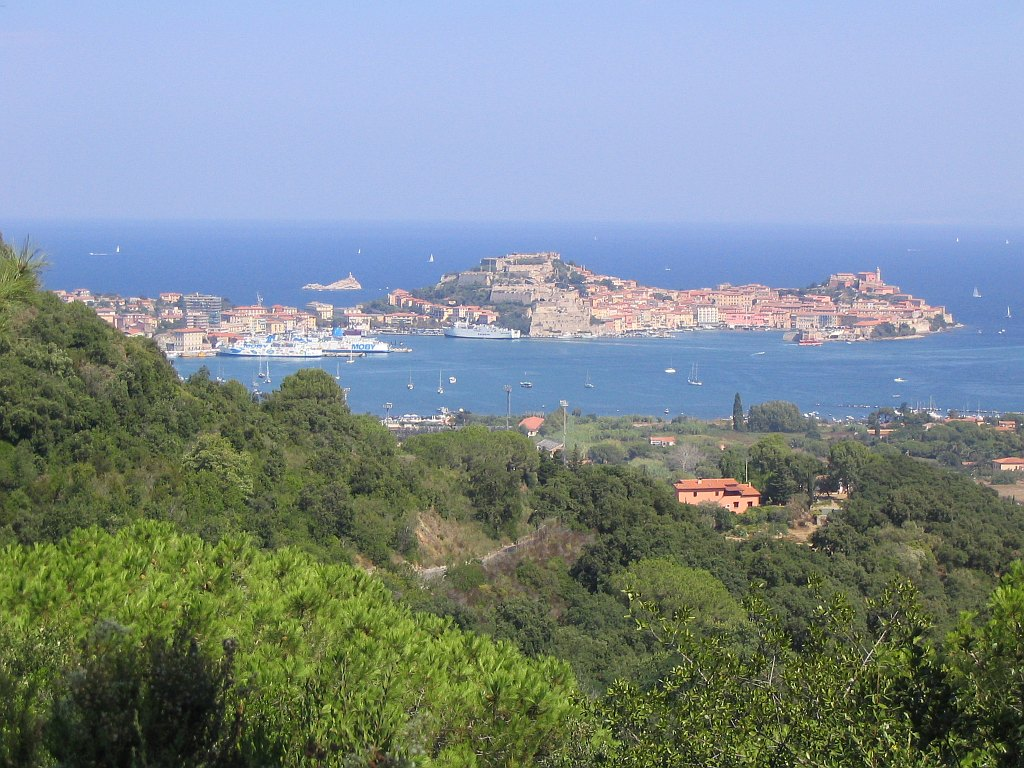
Blik op Portoferraio, met net links van het midden het eilandje Scoglietto di Portoferraio

Scoglietto di Portoferraio is een klein Italiaans eiland voor de noordkust van het eiland Elba in de Ligurische Zee. Het onbewoonde eiland wordt geografisch tot de Toscaanse Archipel gerekend en ligt voor de haven van Portoferraio. Op het eilandje, dat ongeveer 50 are groot is, is in 1910 een kleine vuurtoren gebouwd, die als baken dient voor de haven in Portoferraio. Het licht van deze vuurtoren bevindt zich op 24 meter boven de zeespiegel.